# Christophe Mathieu de Dombasle
Pour les articles homonymes, voir Dombasle.
Christophe-Joseph-Alexandre (C.J.A.) Mathieu de Dombasle, le plus souvent appelé simplement Mathieu de Dombasle, né à Nancy le 26 février 1777 et mort le 27 décembre 1843 dans la même ville, est un agronome, précurseur de l'enseignement supérieur agricole français. Surnommé par ses contemporains « le meilleur laboureur de France ».

## Biographie

### Origine familiale
Le grand-père, Nicolas Mathieu, est anobli par lettres patentes données au château de Lunéville, le 8 décembre 1724 par Léopold Ier de Lorraine. Il est successivement trésorier de l'Hôtel de Lorraine, receveur général puis grand-maître des Eaux et forêts du duché de Lorraine, charge dont hérite Joseph-Antoine Mathieu qui le plus jeune des enfants et également le père de Christophe Mathieu de Dombasle.
Le père, Joseph Antoine Mathieu, achète la terre de Dombasle dont le nom est alors ajouté au prénom, suivant l'usage de l'époque. A la fin du XVIIIe siècle, la Révolution le prive de sa charge et donc d'une partie de ses revenus mais il ne fait pas partie des nobles qui sont persécutés. Il n'était pas particulièrement investi dans les questions politiques. Notamment car à cette période, en 1791, son épouse Marie-Marthe-Charlotte Lefebvre de Monjoye, décède prématurément. Le couple eut huit enfants dont cinq survécurent : trois fils et deux filles.

### Enfance et études
Christophe-Joseph-Alexandre Mathieu de Dombasle est l'aîné des trois fils. Il fait ses premières études près de ses parents, puis entre à 12 ans au collège de Saint-Symphorien, tenu à Metz par les Bénédictins. Cependant, la dispersion des ordres monastiques décidée par l'Assemblée nationale en 1790 et la suspension des établissements d’instruction publique, sous la Terreur, viennent contrarier ses études et son instruction est interrompue alors qu'il a 13 ans. Il se forme alors de façon autodidacte, s’adonne aux beaux-arts, lit beaucoup et s'intéresse à la chimie .
Bien que la famille Mathieu de Dombasle ait échappé jusque-là aux persécutions, l'ex Grand-maître des Eaux et forêts juge sans doute plus prudent en 1795 de donner des preuves de son patriotisme et fait prendre du service à son fils aîné, en qualité de simple comptable dans les équipages qui assiègent la capitale du Luxembourg. Christophe Mathieu de Dombasle ne prend part à aucune action militaire et, six mois après son incorporation, il rentre dans ses foyers. Peu après, le père Vaultrein, un jésuite qui venait de rentrer en France à la suite de longs voyages, est chargé de donner le complément d'éducation qui manque encore aux fils Dombasle.

### Une succession de déconvenues
Entre 1800 et 1807, Christope Mathieu de Dombasle vit une succession d'événements malheureux. En 1801, il fait un voyage à Paris où il est atteint de la petite vérole qui le marque physiquement, avec une perte d’acuité visuelle. L'année suivante, il est victime d'un accident lors duquel la roue en fer d'une voiture lui passe sur la jambe : il boitera toute sa vie. Cette succession d'évènements malheureux le rendit « taciturne et l'éloigna du monde ».

« Il était d'une stature élevée. Il marchait toujours la tête inclinée en avant parce que sa vue était mauvaise ; ses yeux noirs avaient peu d'éclat, mais sa physionomie grave, pensive, indiquait qu'il se complaisait dans les travaux intellectuels »

— Gustave Heuzé, Journal d'agriculture pratique, 1894
En 1803 il épouse Françoise-Julie Huyn, fille d’un ancien maréchal de camp qui avait été grand-prévôt. Le couple eut un fils en 1803 et une fille en 1806. À cette période il étudie les langues étrangères, les sciences naturelles, mathématiques et physiques, la chimie et bientôt l'agriculture. Le décès de Françoise-Julie en 1807, vient mettre un terme à cette courte période de bonheur familial.
Il meurt le 27 décembre 1843 à Nancy. Il laisse sa fille, son fils l’ayant précédé dans la tombe.
Son petit-fils, Charles de Meixmoron de Dombasle, qui devient un peintre, a édité trois de ses livres dont son Traité d'Agriculture et les a publiés à titre posthume en 1861-1862.

### L'usine d'extraction de sucre

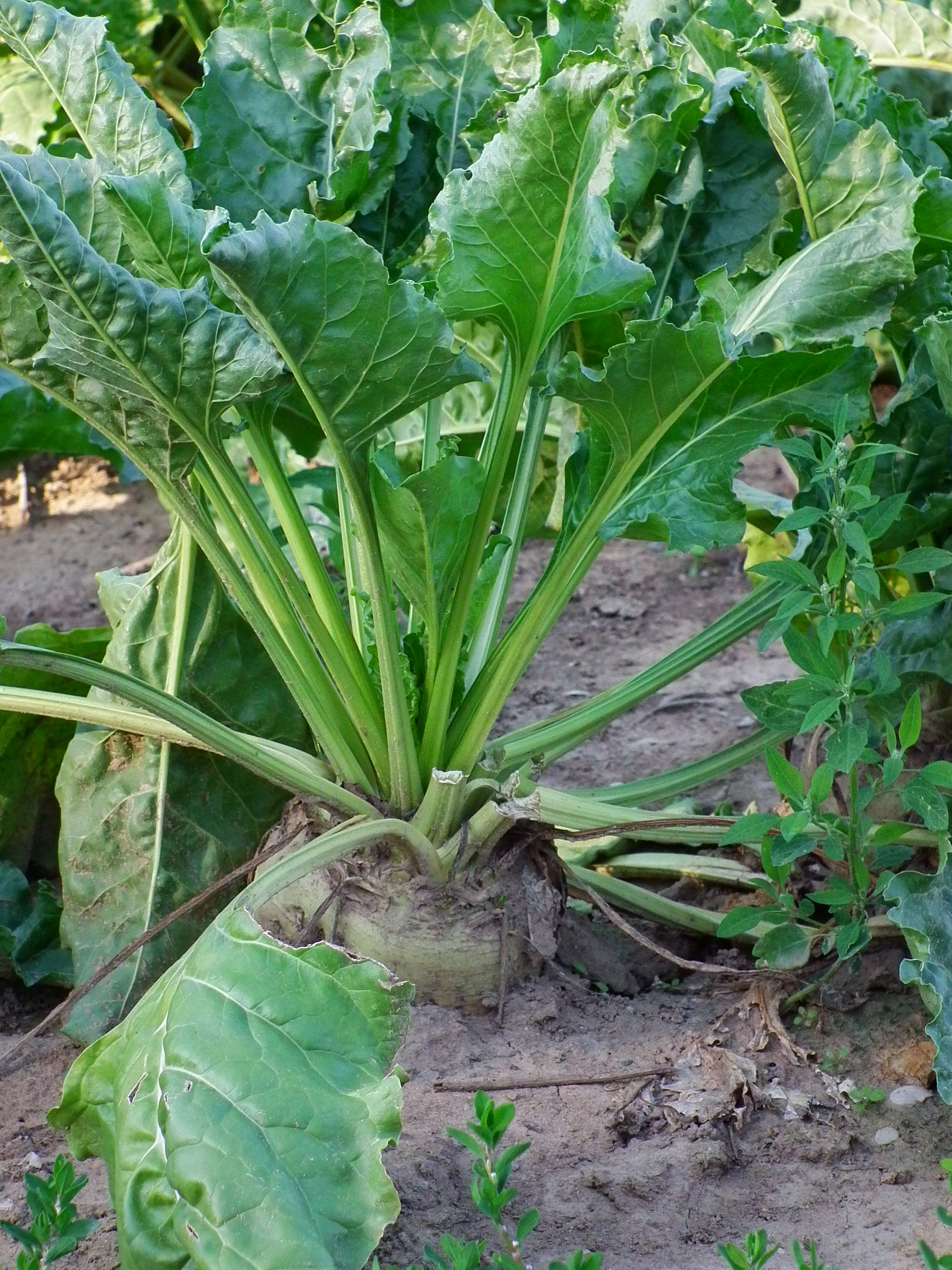
Betterave sucrière en plein champ

À l'époque du blocus continental, sous Napoléon, l'importation de canne des Antilles devient impossible et l'Europe continentale manque de sucre. À l'instar d'autres chimistes ou agronomes européens, Christophe Mathieu de Dombasle se lance dans l'extraction et la cristallisation du sucre de betteraves, une industrie alors toute nouvelle. Le 4 décembre 1810, il achète le domaine de Montplaisir près de Vandœuvre, dans la banlieue de Nancy, pour y construire une usine. Pour obtenir un bon niveau de production, il fait l'acquisition de parcelles complémentaires, il achète les droits d'utilisation des ressources en eau. La surface cultivée en betterave atteint bientôt 100 ha et l'usine produit 30 tonnes de sucre.
Son travail manufacturier s'accompagne d'un travail de recherche et d'expérimentation, qui fait progresser la technique d'extraction du sucre de betterave. En 1810 Christophe Mathieu de Dombasle commence à publier une brochure intitulée Analyses des eaux naturelles par les réactifs, de plus, il fait venir de Suisse et de Belgique, plus tard d'Angleterre, divers instruments aratoires pour ses champs de betterave.
Cependant, une partie du stock est invendue à la fin du blocus, et lorsque l'importation de cannes à sucre est à nouveau autorisée, cela fait chuter le prix du sucre, ce qui entraine la fermeture de son usine. Ainsi, en 1815, lorsque la fabrique ferme, Christophe Mathieu de Dombasle doit rembourser 100 000 francs à ses créanciers. En plus de cette dette très lourde, l'usine vide reste à sa charge.

### Ferme de Roville et fabrique d'instruments aratoires
En parallèle de son travail, il commence à publier des écrits d'agronomie sur la cristallisation du sucre, la fabrication de l'eau-de-vie de pomme de terre, et le fonctionnement de différents types de charrues. Dans ses études, il s’inspire de savants européens, en particulier de Albrecht Daniel Thaër dont il traduit de l'allemand, en 1821, sa Description des nouveaux instruments d’agriculture. Il prend aussi inspiration de l’Écossais John Sinclair dont il traduit de l'anglais, en 1825, son Agriculture pratique et raisonnée.
Pour mette en pratique ses études, il entreprend la fondation d'une « ferme exemplaire » à Roville, Lorsqu'il se lance dans ce projet, il a 46 ans et est déjà très endetté. Il négocie un bail avec un propriétaire nommé Berthier, qui possède 186 hectares dans un village remembré en 1770, avec des parcelles de dimensions avantageuses pour l'époque : certaines allant jusqu'à 10 ou 20 hectares. Christophe Mathieu de Dombasle devient donc le fermier de Berthier.
Les fonds pour créer cette entreprise sont collectés à l'aide d'une société d'actionnaires composée de nobles ou de grands bourgeois (le duc d'Angoulême, le duc de Choiseul etc.) et d'une souscription publique, avec des objectifs annoncés tels quels : « pratique d’assolements raisonnés, introduction de prairies artificielles, exclure la jachère, employer de la marne et des engrais, installer une distillerie de pommes de terre, tester des instruments de culture perfectionnés, établir un institut agricole destiné à l’instruction des fils de propriétaires et de cultivateurs ».
Christophe Mathieu de Dombasle a insisté pour la rédaction d'un bail détaillé car, en tant que ferme exemplaire, son projet était de tester de nouvelles formes d'engagement locatif afin de servir de modèle dans les relations entre propriétaires et fermiers. Ainsi, le bail est un document de 60 pages comprenant 49 articles, il est établi pour 20 ans, de 1823 à 1843. Le principal défaut des baux courts, selon lui, sont qu'ils n'incitent pas les fermiers à se comporter en novateur.
Cependant, le bail ainsi rédigé comprenait de nombreux biais et les charges portées par le fermier étaient lourdes. Le loyer est élevé, et à celui-ci s'ajoutaient : une somme annuelle pour la jouissance du troupeau de 300 moutons, une somme annuelle à verser aux actionnaires, des prestations en nature, le transport de 110 voitures de fumier jusque dans la vignes situées à proximité de la ferme, transport du vin au vendangeoir et avance des frais d’impôts fonciers.
La spécificité du travail de Christophe Mathieu de Dombasle, c'est de tenir une comptabilité en partie double, très détaillée. Chaque poste, chaque aspect de la ferme a son propre livre de compte pour recenser les entrées et les sorties avec une précision parfois très méticuleuse : par exemple, les vaches sont créditées du lait qu’elles débitent tandis que leurs veaux sont débités du lait qu’ils ingurgitent. Dans cette perspective, il remarque que le bétail qui donne le meilleur rendement, c'est le plus petit, lorsqu'on considère la conversion entre herbe consommée et viande produite.
Il utilise les locaux de son ancienne usine d'extraction de sucre, à Vandœuvre-lès-Nancy, pour établir une fabrique d'instruments agricoles dans laquelle il travaille notamment les instruments aratoires. Étant à la fois concepteur et utilisateur de machines, il parvient à perfectionner des outils en examinant leur mode de fonctionnement et le résultat de leur travail. Il accorde une très grande importance à l'observation des situations. Il cherche, à élaborer une charrue qui valorise le mieux l'effort de la traction. Il invente en particulier une charrue avec versoir mais sans roues, donc un peu similaire à l'araire héritée de l'Antiquité. Considérée comme étant légère, robuste, nécessitant une faible force de traction, peu coûteuse, elle obtient un succès considérable et va peu à peu se répandre dans les campagnes, en portant son nom : la charrue Dombasle.
En 1842, les résultats sont contrastés. D'un côté, la ferme n'a dégagé que fort peu de profits. Dombasle a été sauvé de la ruine par des subventions de l'État. Après payement de toutes ses dettes (remboursement des souscripteurs-actionnaires), il lui reste très peu. L'échec est lié à la méconnaissance des bases de la nutrition minérale des plantes qui seront découvertes en 1840 seulement par Justus von Liebig. En l'absence de ces données, Dombasle n'a pas pu accroître sensiblement ses rendements agricoles. D'un autre côté, son école d'agriculture est une parfaite réussite. Le modèle va servir de base à l'installation d'une école d'agriculture à Grand-Jouan (future école agronomique de Rennes) et surtout à Grignon (école agronomique aussi), les deux étant encore en fonctionnement de nos jours.

### Précurseur des études agronomiques
Il devient membre de la Société d’agriculture de Paris en 1834, et est aussi correspondant de l’Académie des sciences.
Les Annales de Roville, dans lesquelles Dombasle rend compte de ses expériences, vont être imitées.
Il a publié des ouvrages utiles ; il a formé des élèves et disciples qui, eux-mêmes, ont développé ses idées et notamment Jules Rieffel. Ce faisant, il a impulsé l'enseignement supérieur agronomique français. Plus encore, étant doté d'une particule (« de » Dombasle) et héritier d'une grande lignée, il n'a pas hésité à devenir simple fermier montrant ce que pouvait avoir « d'honorable la profession d'agriculteur ». C'est lui qui a lancé la mode de ces notables-agriculteurs, fiers d'être les deux à la fois, si caractéristiques du milieu du XIXe siècle.

## Publications

### Comme auteur
- Observations sur le tarif des douanes proposé à la chambre des députés des départements dans sa séance du 24 septembre 1814 présentées aux deux chambres du corps législatif, Nancy, Impr. de Guivard, 1814
- Instruction théorique et pratique sur la fabrication des eaux-de-vie de grains et de pommes de terre, Paris : Huzard, 1820.
- Calendrier du bon cultivateur, ou Manuel de l’agriculteur praticien, Nancy : Impr. de Haener, chez l’Auteur, et Paris : Mme Huzard, 1821, in-12, IV-407 p. ; Paris, Huzard, 1822, in-12 ; 2e éd., Paris, Mme Huzard, 1824, in-12, VII-493 p. ; 3e éd. Paris, Mme Huzard, 1830, in-12, XI-475 p. ; 4e éd., Paris, 1833, in-12, VIII-588 p. ; 6e éd., Paris : Mme Huzard, 1840, in-12, XIX-624 p. ; 7e éd., Paris : Bouchard-Huzard et Audot, 1843, 638 p. ; 8e éd., Paris : chez Bouchard-Huzard, et Nancy, 1846, in-12, XXV-660 p. ; 9e éd., Paris : Ve Bouchard-Huzard, in-12, XLVI-820 p., et 1860, in-12, LI-871 p.
- Théorie de la charrue, 1821
- Annales agricoles de Roville ou mélanges d'agriculture, d'économie rurale et de législation agricole. Tome 1 à 8 in-8°. Librairie Huzard, Treuzel et Wurtz, Paris, 1824-1832
- De l'impôt sur les eaux-de-vie, dans ses rapports avec l'agriculture, Paris, Imprimerie de Mme Huzard, 1824, tiré à part des Annales agricoles de Roville, présenté à l'occasion du projet de loi qui devait bouleverser la fiscalité sur les alcools.
- Instruction sur la distillation des grains et pommes de terre, 1827
- Des impôts dans leurs rapports avec la production agricole, Paris, Imprimerie de Mme Huzard, 1829, 176 p. lire en ligne
- Notice sur l'araire ou charrue simple, 1830
- Des droits d’entrée sur les laines et sur les bestiaux, avec des considérations sur les effets des droits de protection en général, et sur la situation particulière de l’agriculture française relativement à l’industrie des troupeaux, Paris : Mme Huzard, 1834, in-8°, 49 p.
- Des chemins vicinaux et du régime des bacs. Nouvelles observations, Paris : Huzard, 1835
- De l'Avenir industriel de la France ; un rayon de bon sens sur quelques grandes questions d'économie politique, Paris : Huzard, 1834 ; Nancy : Imprimerie d'Haener, 1835. Importante réflexion de l'agronome sur la révolution industrielle vue en particulier à travers les questions du monopole, du développement de l'industrie, du commerce avec l'Angleterre. Le premier chapitre est consacré au rapport de l'industrie vinicole du Bordelais avec les autres industries du pays.
- Annales agricoles de Roville ou mélanges d'agriculture, d'économie rurale et de législation agricole. Supplément. Librairie Huzard, Paris et Librairie Grimblot, Nancy, 1837
- Des intérêts respectifs du midi et du Nord de la France dans les questions de douanes ; de l'importance relative de l'industrie intérieure et du commerce extérieur ; des intérêts spéciaux du commerce et du système de protection pour l'intérêt du pays, Paris : Huzard et Pourrat, 1834
- Fabrication simple et peu dispendieuse du sucre indigène, Paris : Huzard, et Nancy : George-Grimblot, 1838
- De l'avenir de l'Algérie sur Gallica, Paris, Dufart, 1838, 27 p.
- La question des bestiaux considérée sous ses divers points de vue, Paris : chez Bouchard-Huzard et chez Audot, décembre 1841, in-8°, 42 p.
- Sucre indigène. Lettre à un fabricant sur le procédé de macération, Nancy, 1841. Mémoire technique concernant la fabrication du sucre de betterave.
- Sucre indigène. Le procédé de macération en 1842, Paris, 1842
- Œuvres diverses: économie politique, instruction publique, haras et remontes sur Google Livres. Bouchard-Huzard et Audo, Paris, 1843
- Calendrier du bon cultivateur ou manuel de l'agriculteur praticien. Librairies Bouchard-Huzard, Paris et Grimblot et Ve Raybois, Nancy, 1846. Ce texte va poursuivre sa carrière bien après la mort de Dombasle, tout comme la fabrique d'instruments agricoles.
- Calendrier du bon cultivateur, ou Manuel de l'agriculteur praticien, Paris et Nancy : Bouchard-Huzard et Grimblot, 1860
- Traité d'agriculture, Paris : Mme Vve Bouchard-Huzard, Librairie Agricole, 1862. Ouvrage posthume publiée sur le manuscrit de l'auteur par son petit-fils Charles de Meixmoron de Dombasle.
- Le sucre indigène dans ses rapports avec les progrès de l'agriculture, Nancy, Imprimerie De Raybois, 1843, 12 p. lire en ligne
- La Question des sucres en 1843, Paris, chez Mme Bouchard-Huzard, 1843, 35 pages. lire en ligne
- Du sucre indigène, de la situation actuelle de cette industrie en France, de son avenir, et du droit dont on propose de la charger, Nancy, Imprimerie de A. Paullet, 1836, 77 pages. lire en ligne

### Comme traducteur
- Albrecht Daniel Thaer, Description des nouveaux instrumens d'agriculture les plus utiles, trad. de l'allemand par C.J.A. Mathieu de Dombasle, Paris : Mme Huzard, 1821 lire en ligne
- John Sinclair, L'agriculture pratique et raisonnée, trad. de l'anglais par C.J.A. Mathieu de Dombasle, 1825

## Hommages
- Son nom a été donné à une place de Nancy, la place Dombasle, en face du lycée Henri-Poincaré, sur laquelle une statue le représentant a été érigée en 1850, fruit d'une souscription publique et œuvre de David d'Angers[6] : « Il était d'une stature élevée. Il marchait toujours la tête inclinée en avant parce que sa vue était mauvaise ; ses yeux noirs avaient peu d'éclat, mais sa physionomie grave, pensive, indiquait qu'il se complaisait dans les travaux intellectuels[7]. »
- Toujours dans l'agglomération nancéienne, le Lycée d'Enseignement Général et Agricole (LEGTA) de Malzéville porte son nom. Cependant ce lycée est plus couramment appelé lycée de Pixerécourt (nom du site)
- Il existe également dans le 15e arrondissement de Paris un passage ainsi qu'une rue Dombasle qui prit ce nom en 1864[8].
- Des bustes en son honneur ont été élevés à Roville et à Dombasle-sur-Meurthe.
- Une rue porte son nom à Perpignan ainsi qu'à Moulins.

sculptures à son effigie
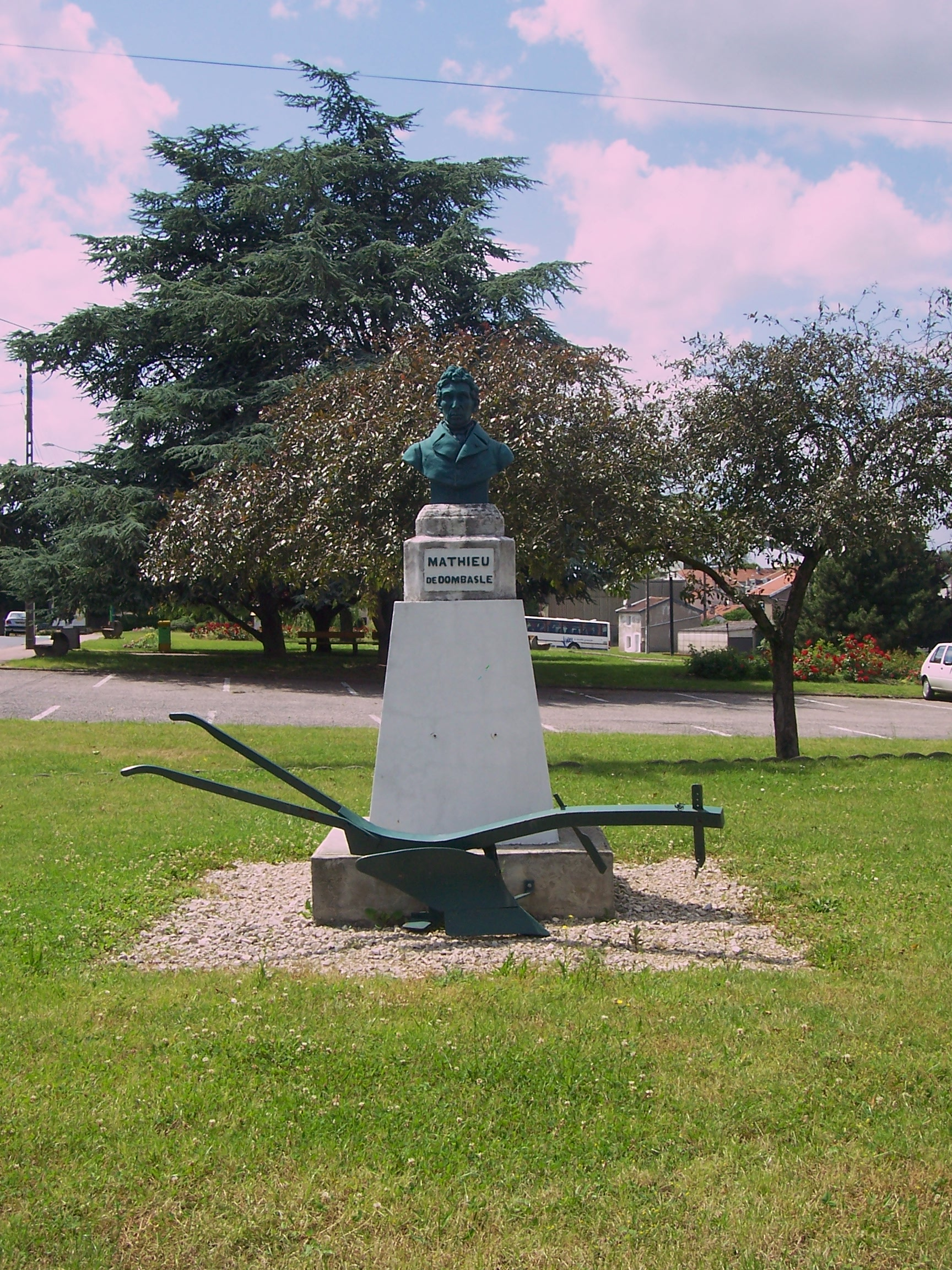
Buste de Mathieu de Dombasle, à Dombasle-sur-Meurthe
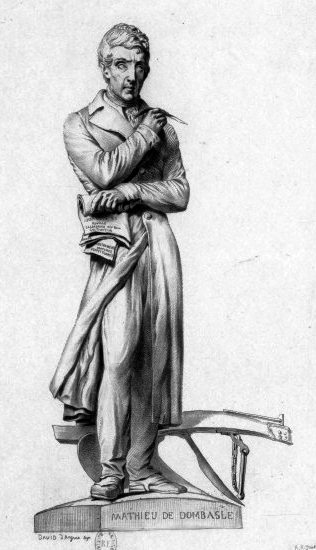
Mathieu de Dombasle représenté par David d'Angers, sur la place de Nancy à laquelle il a donné son nom
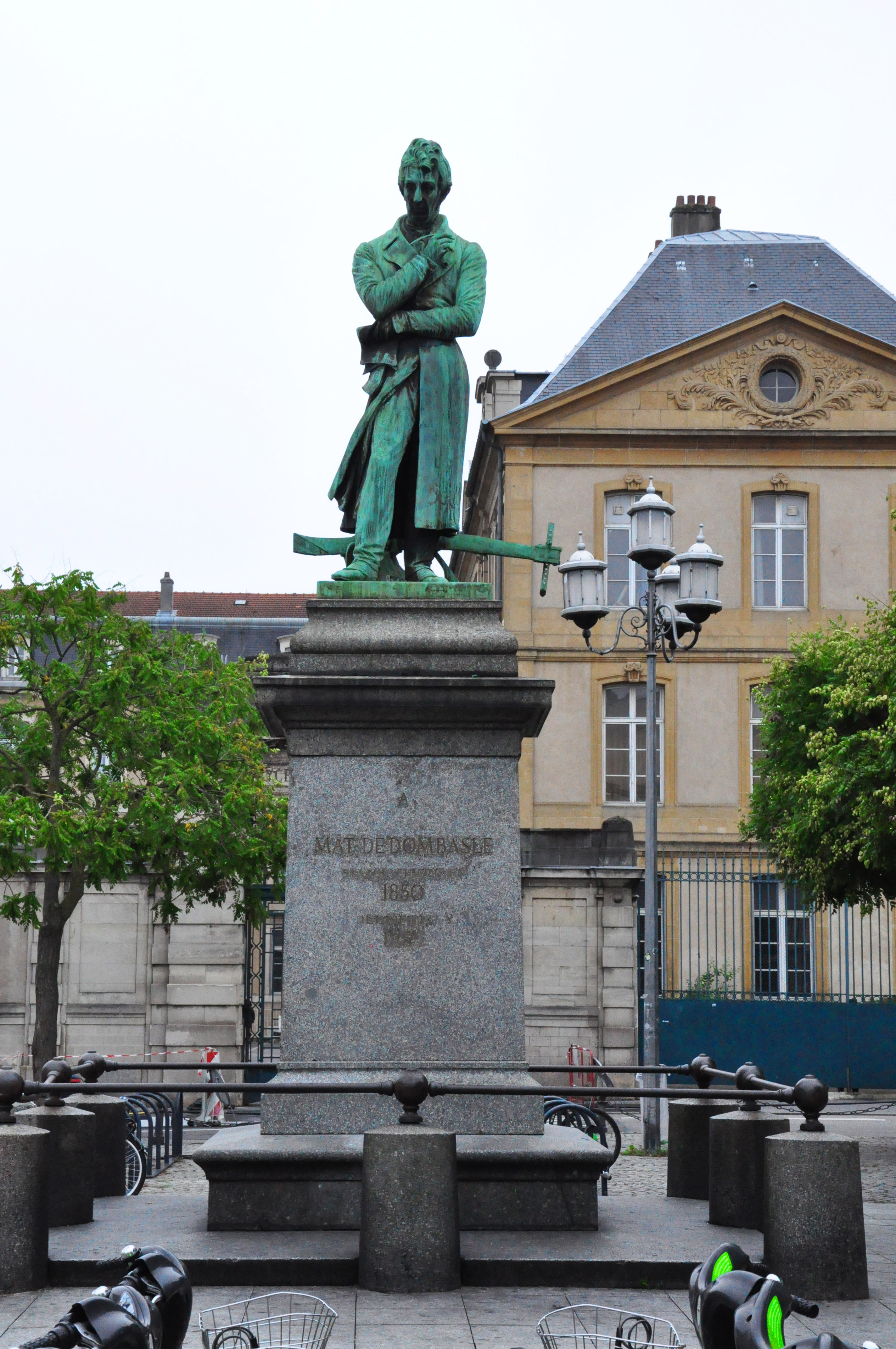
statue à Nancy